# Сибирский берег
ОАО «Сиби́рский бе́рег интернешнл» — российская продовольственная компания. Управляющая компания — Закрытое акционерное общество Управляющая Компания «СБ». Штаб-квартира находится в Новосибирске. Создана в 1999 году.

## Собственники и руководство
Состав владельцев не раскрывался до конца мая 2007 года. 31 мая 2007 года в СМИ появились данные о раскрытии состава акционеров компании. Как говорится в сообщении компании, 12,5% уставного капитала принадлежит компании «C-Cap Invest PLLC», аффилированной с «Credit Suisse»; оставшиеся 87,46% — компании «Snack Food Industry Establishment», которую контролируют члены совета директоров компании Юрий Ан, Александр Кычаков, Вадим Сухарев и Александр Ладан.
С 7 декабря 2009 года 100-процентным владельцем холдинга «Сибирский берег интернешнл» стало томское ООО «Камелот-А», аффилированное с «КДВ групп».

## Деятельность
Компания выпускает соленые сухарики под марками «Кириешки», «Компашки», чипсы под марками «Чипсоны» и Fan, морепродукты (марка «Beerka»), орехи. Владеет фабриками в Новосибирске и в подмосковном Павловском Посаде, производственными площадками на Украине и в Казахстане, а также 40%-ной долей китайского предприятия «Фусинкан».
С июня 2007 года компания начала выпуск своей продукции под маркой «Кириешки» на заводе в Ташкенте.

### Показатели деятельности
Оборот в 2005 году — около $170 млн (примерно 18 % российского рынка снэков). По итогам 2006 года выручка «Сибирского берега» выросла на 1,35 % — до $191 млн.
Выручка компании по МСФО выросла в 2007 году по сравнению с предыдущим на 17,3 % до $225,2 млн, чистая прибыль уменьшилась на 0,6 % до $9,78 млн.